# Tarḫunazi
Tarḫunazi war ein neo-hethitischer König von Melid, der in assyrischen Quellen für die Jahre 719–712 v. Chr. belegt ist.
Tarḫunazi kam um etwa 719 v. Chr. in Melid an die Macht, als der assyrische König Sargon II. seinen Vorgänger Gunzinanu absetzte, weil dieser sich an einem antiassyrischen Aufstand beteiligt hatte. Melid blieb als eigenständiger Staat unter assyrischer Vorherrschaft erhalten, auch wenn sein König, Tarḫunazi, von den Assyrern eingesetzt wurde.
Im Jahr 712 v. Chr. brach Tarḫunazi den Schwur, den er Sargon geleistet hatte und enthielt den Assyrern den Tribut vor. Auch nahm er geheime Verhandlungen mit Mita, dem König der Muški (evtl. Midas, König der Phryger) auf, die damit endeten, dass Tarḫunazi den Muški seine Unterstützung zusicherte. Sargon reagierte auf diesen Verrat, indem er Melid angriff und zerstörte, seine Bevölkerung zusammentrieb und das Land entvölkerte. Tarḫunazi gab Melid verloren und floh nach Til-garimmu, einer weiteren Stadt unter seiner Herrschaft, die direkt an der Grenze zu Tabal lag. Es gelang ihm jedoch nicht, Sargon zu entkommen. Tarḫunazi und seine Krieger wurden in Ketten gelegt, er selbst, seine gesamte Familie sowie 500 seiner in assyrische Gefangenschaft geratenen Kämpfer nach Aššur deportiert.
Das Land Kammanu, der Teil des Königreichs von Melid, in dem die Stadt Til-garimmu lag, wurde in eine assyrische Provinz umgewandelt und einem assyrischen Provinzgouverneur unterstellt. Hauptstadt der neuen Provinz wurde Til-garimmu, das von Sargon wiederaufgebaut wurde. Kammanu wurde mit Siedlern aus anderen Gegenden neu besiedelt und es erhielt auch zehn stark befestigte Festungen an seinen Grenzen, wohl zum Schutz gegen Phryger und Urartäer. Die Stadt Melid hingegen kam unter die Herrschaft von einem von Sargons Vasallen, Muwatalli, dem König von Kummuḫ.